# 尼古拉·奥尔加诺夫
尼古拉·尼古拉耶维奇·奥尔加诺夫，（俄语：Никола́й Никола́евич Орга́нов，1901年2月27日—1982年5月5日），苏联党和国家领导人。曾任联共（布）滨海边疆区委书记、第一书记；苏共克拉斯诺亚尔斯克边疆区委第一书记；俄罗斯苏维埃联邦社会主义共和国部长会议副主席、最高苏维埃主席团主席；驻保加利亚特命全权大使等职务。

## 生平
- 1901年2月27日出生于梁赞省扎赖斯克的一个工人家庭。
- 1916年-1918年，当地电报局维修工。
- 1918年-1919年，弗拉基米尔省尤里耶夫波尔市议会书记员。
- 1919年-1924年，苏俄红军服役，参加苏俄内战。
- 1924年-1925年，共青团弗拉基米尔省尤里耶夫波尔区委书记。1925年加入联共（布）。
- 1925年-1926年，弗拉基米尔省军委政治书记处副主任。
- 1926年-1927年，伊万诺沃-沃兹涅先斯克省尤里耶夫波尔区政府秘书。
- 1927年-1929年，尤里耶夫波尔区苏维埃主席。
- 1929年-1931年，伊万诺沃州亚历山德罗夫市苏维埃主席。
- 1931年-1933年，联共（布）伊万诺沃州卡拉巴诺沃市第三国际工厂党委书记。
- 1933年-1934年，联共（布）伊万诺沃州基涅什马市委副书记。
- 1934年-1937年，联共（布）雅罗斯拉夫尔州涅科乌兹区委第一书记。
- 1937年-1938年，联共（布）雅罗斯拉夫尔州委农业部长。他是当地三人法庭成员，参与大清洗。
- 1938年-1939年，雅罗斯拉夫尔州国土局局长。
- 1939年-1941年，滨海边疆区国土局局长。
- 1941年-1942年，苏联红军服役，任政委。
- 1942年-1943年，联共（布）滨海边疆区委农业部长。
- 1943年，联共（布）滨海边疆区委副书记兼区委畜牧部长。
- 1943年-1947年2月，联共（布）滨海边疆区委第三、第二书记。
- 1947年2月-1952年9月，联共（布）滨海边疆区委第一书记。期间，1948年毕业于联共（布）中央高级党校。1952年7月-8月，联共（布）中央巡视员。
- 1952年9月-1958年2月，苏共克拉斯诺达尔边疆区委第一书记。
- 1958年2月-1959年11月，俄罗斯苏维埃联邦社会主义共和国部长会议第一副主席。
- 1959年11月-1962年12月，俄罗斯苏维埃联邦社会主义共和国最高苏维埃主席团主席。
- 1963年1月-1967年4月，驻保加利亚人民共和国特命全权大使。
- 1967年3月-1973年，苏共中央外事委员会主任。
- 1973年起退休。
- 1982年5月5日于莫斯科逝世，享年81岁。葬于特罗耶库罗夫公墓。

奥尔加诺夫是苏共19-24大代表；第22届中央主席团（政治局）委员；第19-23届中央委员；第3-6届苏联最高苏维埃联盟院代表、第8届苏联最高苏维埃民族院代表；第2、5届俄罗斯苏维埃联邦社会主义共和国最高苏维埃代表。

## 荣誉
- 三次列宁勋章
- 十月革命勋章
- 一级卫国战争勋章
- 劳动红旗勋章
- 劳动英勇奖章